# Uummannaq
Uummannaq è un centro della Groenlandia di circa 1 500 abitanti, nel comune di Avannaata; si trova a 500 km a nord del circolo polare artico, ma nonostante questo il clima è secco e soleggiato. Nel XVII secolo era un porto per la caccia alle balene e si potevano incontrare balenieri, soprattutto olandesi; in primavera, con l'arrivo della prima nave della stagione, per tradizione l'intera cittadinanza si riunisce sulla collina ad ovest del villaggio e vengono sparate tre salve di cannone come benvenuto. Nel museo della città si possono trovare informazioni generali sulla storia e la cultura della Groenlandia e sulla caccia alle balene; vi sono anche una sala dedicata alla spedizione del tedesco Alfred Wegener e una sezione sulle mummie di Qilaqitsoq, ritrovate nel 1972 perfettamente conservate. A due ore dal paese si trova il vero castello di Babbo Natale e più in là il posto chiamato grotta dei troll; un'altra attrazione è la montagna presso la cittadina: essa ha il basamento di gneiss che sale verso l'alto con spire nere, bianche e rosse che cambiano continuamente colore.
Uummannaq è raggiunta da elicotteri quattro o cinque volte la settimana e da almeno un traghetto ogni sette giorni.
Uummannaq fu a capo di un comune, il comune di Uummannaq. Questo comune, istituito il 18 novembre 1950, cessò poi di esistere il 1º gennaio 2009 dopo la riforma atta a cambiare il sistema di suddivisioni amministrative della Groenlandia; il comune di Uummannaq si fuse insieme ad altri 7 comuni a formare il comune di Qaasuitsup, ora soppresso.
A Uummannaq è presente una squadra di calcio, FC Malamuk, che milita nel campionato groenlandese e ne ha vinta un'edizione nel 2004.
Nel 2010 la cantautrice scozzese KT Tunstall ha inserito nel suo quarto album di inediti, Tiger Suit, come primo brano la canzone Uummannaq Song.